# تپه علی‌آباد ۱
تپه علی‌آباد ۱ مربوط به دوره اشکانیان است و در شهرستان ایجرود، بخش مرکزی، دهستان گلابر، ۸۵۰ متری شمال غربی روستای جوقین واقع شده و این اثر در تاریخ ۱۵ دی ۱۳۸۷ با شمارهٔ ثبت ۲۴۰۷۵ به‌عنوان یکی از آثار ملی ایران به ثبت رسیده است.